# تیغ هیچنز
تیغ هیچنز ادعایی در شناخت‌شناسی (یک تیغ فلسفی) است که بیان می‌کند بار اثبات بر دوش کسانی است که ادعایی را مطرح می‌کنند، و اگر فرد مدعی شانه خالی کند، حریف او نیازی به آوردن برهانی بر ضد ادعای بی‌اساس مطرح‌شده ندارد. نام آن از کریستوفر هیچنز (۱۹۴۹–۲۰۱۱) گرفته شده که آن را به این شکل فرموله کرده‌است:
| « | هر چیزی که بدون مدرک اظهار شود (ادعا شود) را می‌توان بدون مدرک رد کرد. | » |

تیغ هیچنز در واقع ترجمه‌ای از ضرب‌المثل لاتین "Quod gratis asseritur, gratis negatur" است که حداقل از اوایل قرن ۱۹ به‌کار می‌رفته‌است، ولی برابر انگلیسی هیچنز این مفهوم را در قرن ۲۱ مشهور کرد. برای مثال، این اصطلاح توسط فعال بی‌خدایی ریچارد داوکینز در کنفرانس تد ۲۰۰۲ به‌کار رفته‌است.
| « | بار [اثبات] بر دوش شماست که بگویید چرا، بر دوش بقیه ما نیست که بگوییم چرا نه. | » |

داوکینز با این نسخه خود، علیه ندانم‌گرایی استدلال کرده‌است، زیرا موضع آن را نسبت به بی‌خدایی «ضعیف» می‌داند چون ندانم‌گرایی از قضاوت در مورد ادعاها خودداری می‌کند، حتی اگر کاملاً ابطال‌پذیر نباشند، بسیار بعید است که درست باشند.